# Радич (река)
Радич или Радыч — левый приток реки Уж, протекающий по Коростенскому району районам (Житомирская область).

## География
Длина — 17 км (11 км в Емильчанском, 6 км в Коростенском). Площадь бассейна — 94,2 км². Скорость течения — 0,1. Является магистральным каналом осушительной системы. Служит водоприёмником системы каналов (возле сёл Малый Яблонец и Семаковка). Русло реки, кроме приустьевой части, выпрямлено в канал (канализировано), шириной 10 м и глубиной 1,5-2 м, дно песчаное. В среднем течении создано два пруда.
Берёт начало от системы каналов возле села Малый Яблонец. Река течёт на восток. Впадает в реку Уж (на 211-м км от её устья) южнее села Новая Ушица.
Пойма очагами занята болотами и лугами, в нижнем течении — лесам (доминирование дуба и сосны).
Населённые пункты на реке (от истока к устью):
Бывший Емильчанский район
1. Малый Яблонец
2. Семаковка